# Meyrin
Meyrin est une ville et une commune suisse située dans le canton de Genève. Elle est la quatrième ville la plus peuplée du canton après Genève, Vernier et Lancy.

## Géographie

### Situation
Meyrin est une commune du canton de Genève située sur la rive droite du Rhône, à 6 km au nord-ouest de Genève, sur la route menant de Genève à Lyon. Elle fait partie de la banlieue genevoise et du Grand Genève.
Le territoire de Meyrin s'étend sur 9,94 km2. Lors du relevé de 2013-2018, les surfaces d'habitations et d'infrastructures représentaient 63,8 % de sa superficie, les surfaces agricoles 30,6 %, les surfaces boisées 4,3 % et les surfaces improductives 1,0 %.
La commune comprend les localités de Cointrin, Meyrin, Mategnin et Maisonnex et la cité satellite. Elle est limitrophe du Grand-Saconnex, de Satigny et de Vernier, ainsi que de la France avec le département de l'Ain (01).

### Transports

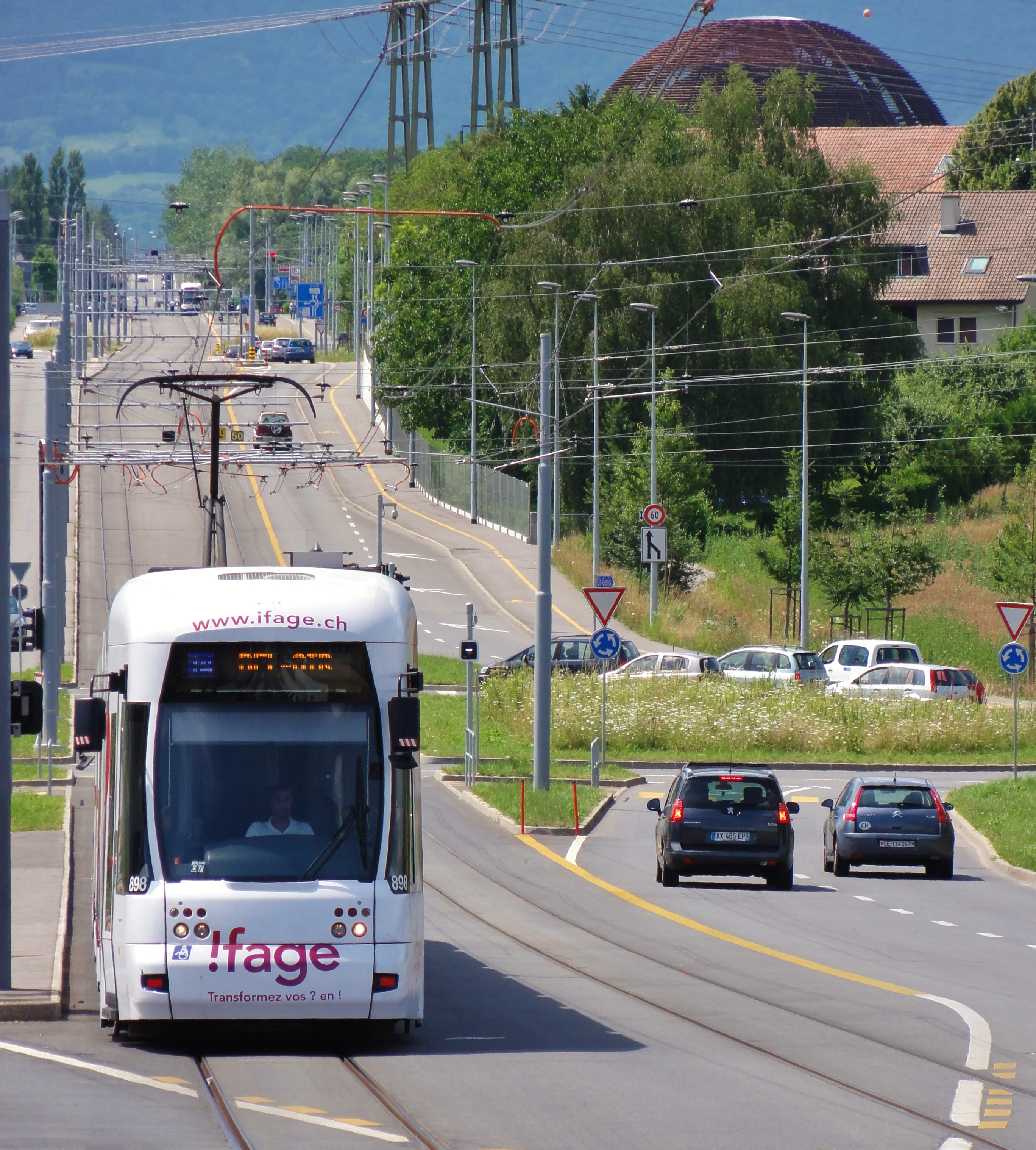
Tramway de la ligne 18 à l'arrêt Hôpital de La Tour.

Meyrin est desservie par plusieurs lignes de tramway, de bus et de trains, facilitant les déplacements vers Genève et les communes avoisinantes. Il y a les lignes de train L5 et L6 du Léman Express (gares de Meyrin et de Zimeysa), par les tramways de la ligne 14 et de la ligne 18 et par les lignes de bus 23, 28, 51, 53, 57, 64, 68, 71 et 73 des Transports publics genevois (TPG).
Un stationnement P+R ainsi que quelques véhicules en autopartage sont également disponibles sur la commune.
Le programme Meyrinroule permet la location de bicyclettes d'avril à octobre.
En 1993, des jeunes siégeant au Parlement des Jeunes de Meyrin (PJM), dont Antonio Hodgers, demandent aux TPG la mise en place de  transports publics après minuit pour rentrer la nuit à Meyrin. En mai 1994, le PJM s'associe avec les Parlements des Jeunes des villes de Genève et de Vernier et le projet aboutit avec une première ligne du Noctambus entre Genève et Hermance.

## Histoire

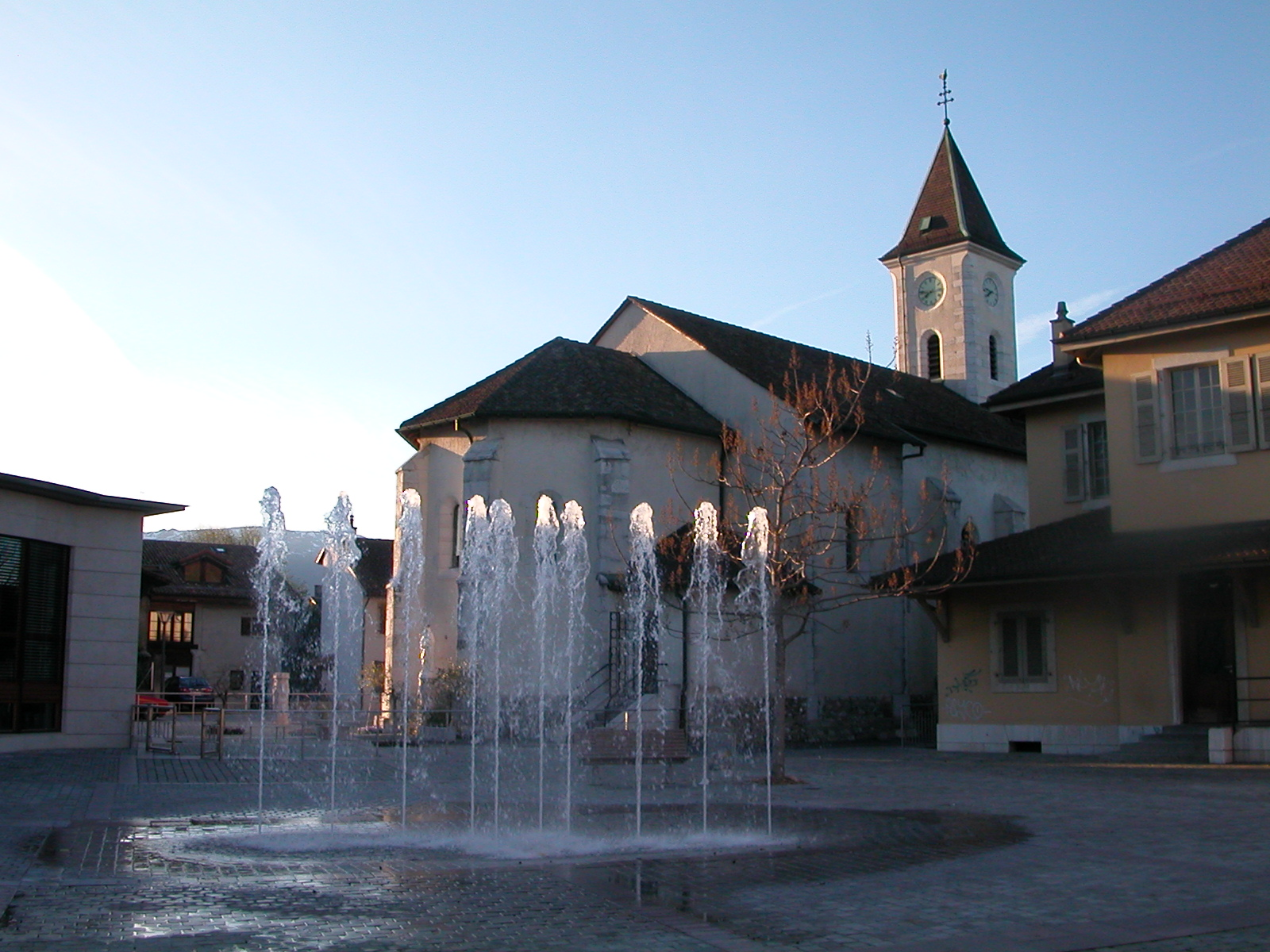
Place de Meyrin-Village.

Les premières traces humaines sont retrouvées dans une nécropole de l'époque de La Tène qui a été utilisée entre les Ier et VIe siècles. On a retrouvé également les traces d'une fabrique de poterie et de tuiles en service du Ier au IIIe siècle.

### Moyen Âge
Au Moyen Âge, le territoire de Meyrin est partagé entre deux seigneuries, celle des De Livron et celle des seigneurs de Meyrin. Ces derniers règnent sur l'actuel village où ils ont leur demeure, tandis que les De Livron ont leurs fiefs à Cointrin et Mategnin. Ces deux familles construisent des places fortes, dont l'une qui appartenait aux Nergaz, appelée maison de la Tour a subsisté. Meyrin est alors situé au centre d'un domaine agricole important.
Ces terres agricoles font partie du pays de Gex, une baronnie de la maison de Savoie depuis le milieu du XIVe siècle qui est inféodée au comte de Genève. Après la signature du traité de Paris en 1355, elles passent à la Savoie.
Le prieuré de Saint-Jean, le chapitre de Saint-Pierre de Genève et le prieuré de Satigny possèdent des terres et des biens sur le territoire.
La partie la plus ancienne de Meyrin date du XIVe siècle, et est typique des maisons de campagne de la grande bourgeoisie de Genève. En 1530 des affrontements à Meyrin ont lieu entre les chevaliers de la Cuiller savoyards et Genève.

### Période de la Réforme
En 1536, les Bernois s'emparent du pays de Gex et de Meyrin et imposent le culte de la Réforme. L'occupation bernoise dure 30 ans jusqu'en 1567.
En 1601, après la guerre franco-savoyarde, le territoire de Gex est remis à Henri IV de France à la suite du traité de Lyon.

### Révolution française

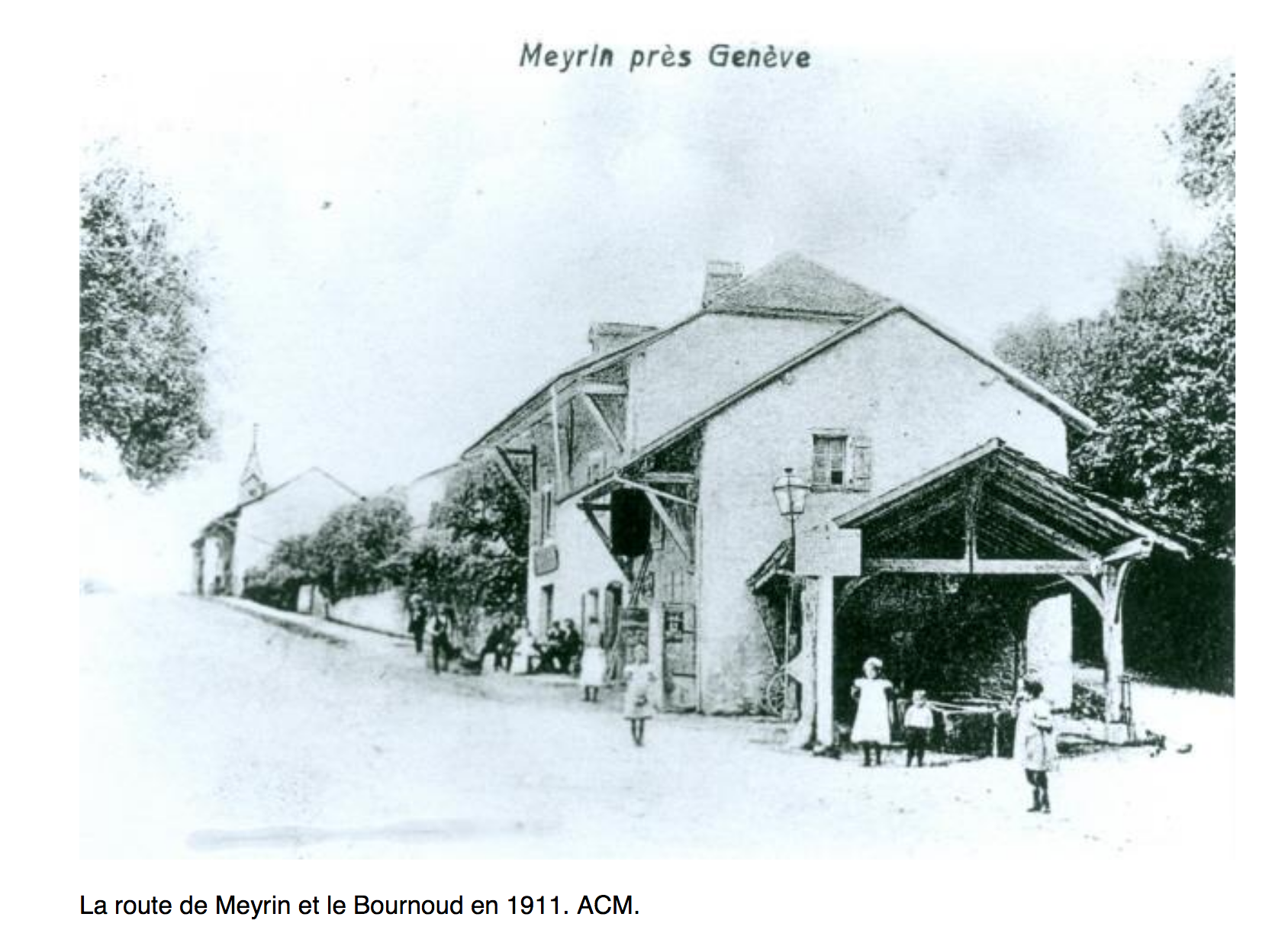
Fontaine du Bournoud en 1911

Après un XVIIe siècle marqué par le retour du catholicisme, le XVIIIe siècle s'achève sur la fin de l'Ancien Régime et le pays de Gex connaît la terreur qui règne après la Révolution française. Après l'annexion par la France de la république de Genève en 1798, les habitants de Meyrin peuvent alors jouir des mêmes droits politiques que les Genevois. Lors de la Révolution française, Meyrin, qui était attaché au département de l'Ain prend le nom révolutionnaire de Meyrin-Unie.
La Fontaine du Bournoud, était un lieu traditionnel des lessives pour les femmes. L'un des bassins porte la date de l'an II du calendrier républicain (correspond aux années 1793 et 1794 du calendrier grégorien) et a été restaurée en 1942. Les fontaines étaient des points de rassemblements importants pour abreuver le bétail et faire les lessives, et la fontaine du Bournoud était la plus importante,.
En 1798, Meyrin fait partie du nouveau département du Léman (chef-lieu Genève).
En 1804, Napoléon Bonaparte devient empereur. Sa soif d'expansion plonge aussi la commune de Meyrin au cœur de l'histoire européenne[En quoi ?].

### Occupation autrichienne 1813-1814
En décembre 1813, les troupes autrichiennes chassent les forces françaises du pays de Gex et imposent une occupation marquée par des pillages et des incendies. Elle dure du 31 décembre 1813 au 24 mars 1814 et fait subir aux 600 Meyrinois d'alors les charges financières et les terreurs de la guerre.
Après cette période de tension et en vertu du traité de Paris de 1815, la commune de Meyrin est cédée par la France à la Suisse et est rattachée définitivement à Genève, le 10 octobre 1816.
Isabelle Eberhardt a séjourné dans son enfance entre 1879 et 1894 avec sa mère Natalia Nicolaïevna et son beau-père Alexandre Trofimovsky dans une villa située entre Meyrin et Vernier sur la route de Meyrin, que la famille appelait « Villa neuve »,. Longtemps on a situé cette maison à Meyrin, alors qu'il a été établi que la Villa neuve se trouvait dans le secteur du chemin de l’Étang sur le territoire de Vernier, à Valombré/Avanchets. Le chemin de l'Étang est dû à la construction par Trofimovski d'un étang qui subsiste au XXIe siècle. La maison a été détruite dans les années 1970.

### XXesiècle

Photo aérienne de 1953.

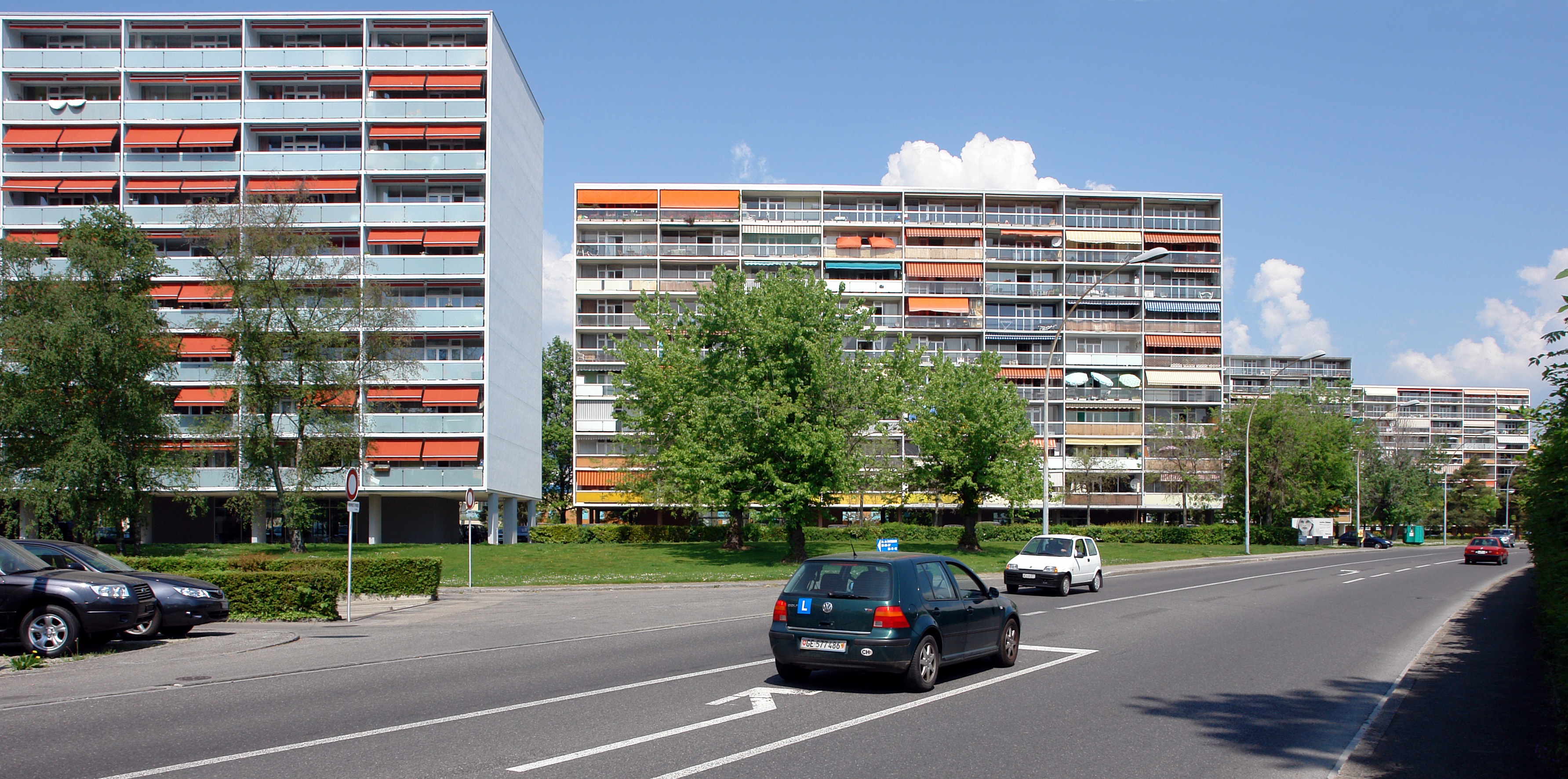
Meyrin-Cité : partie de la cité satellite.

Le développement de Meyrin remonte à 1922, quand est construite la première piste d'aviation de Cointrin. Ce qui va devenir un aéroport et donner un élan à la commune. En 1954, l'Organisation européenne pour la recherche nucléaire (CERN) s'installe sur le territoire de la commune et s'étend plus tard à cheval sur la frontière franco-suisse. La présence de l'aéroport international, désormais connecté à l'autoroute A1, est ainsi un atout pour favoriser l'accueil des organisations internationales.
Dans les années 1960, Meyrin vit une métamorphose complète, passant d'un village de 3 000 habitants à une ville de près de 19 000 habitants en 1980 (22 000 hab. en novembre 2011). Meyrin est en effet choisie par les autorités genevoises pour accueillir la première cité satellite de Suisse, construite selon les idées urbanistiques inspirées par Le Corbusier.
Le World Wide Web est inventé le 12 mars 1989 au CERN par le Britannique Tim Berners-Lee et le Belge Robert Cailliau plusieurs années après Internet.

### XXIesiècle
Le 25 juin 2022, la commune reçoit le prix Wakker. Son urbanisme associe des quartiers modernes et un écoquartier autour d'un habitat historique du XVIIIe au XIXe siècle.

#### Écoquartier des Vergers

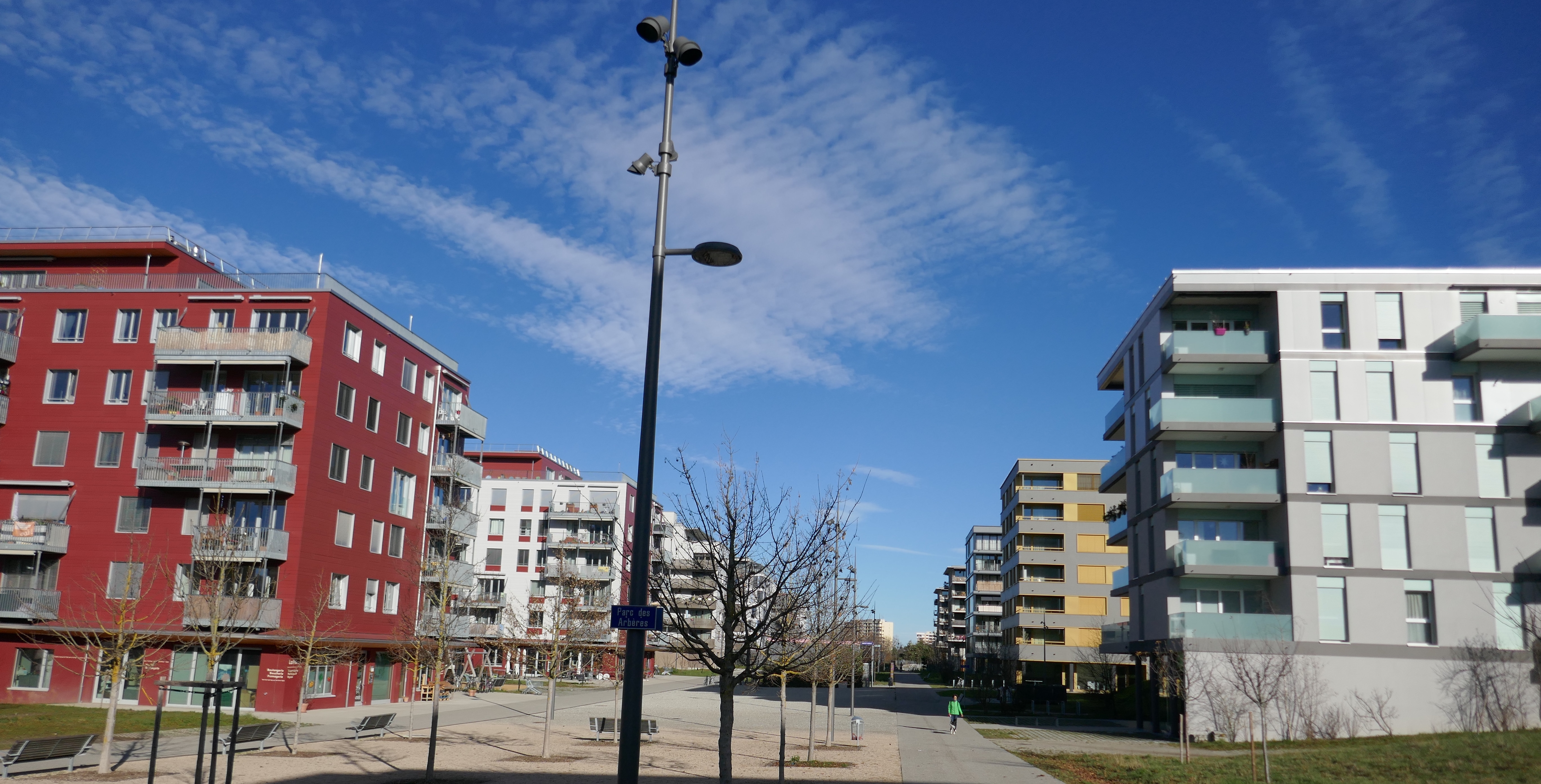
Esplanade des Récréations.

Depuis 2013, Meyrin voit progressivement se mettre en place l’écoquartier des Vergers, qui doit abriter environ 1 250 logements, répartis dans 30 bâtiments, sur une superficie totale d’environ 16 hectares. Cet écoquartier est basé sur les trois piliers du développement durable : la solidarité sociale, la responsabilité environnementale et l’efficience économique. Il est composé de logements mais également de différents commerces (épiceries, fleuristes, coiffeurs, alimentation, etc.). De plus, plusieurs équipements publics seront intégrés tels qu’une école primaire, une crèche, des places de jeux et des salles de réunions[réf. nécessaire]. À ce jour (janvier 2019), ce quartier est toujours en construction.
En 2020, l’Université de Genève publie un rapport sur l’expérience qui a pour but de réduire l’empreinte énergétique des immeubles genevois. Les 33 bâtiments sont connectés à un chauffage à distance alimenté par une pompe à chaleur géante ; de plus certains bâtiments sont équipés de photovoltaïque.

### Mouvement des femmes à Meyrin
À la fin des années 1960, Marcelline Amar et Anne Lacroix fondent une association féministe d'influence protestante se forme sous le nom de Groupe Femmes Meyrin. Il est d'abord rattaché au Mouvement Jeunes Femmes donc il reprend les principes d'éducation permanente. Le groupe s'aplique à informer les femmes sur leurs droits et la place des femmes dans la société. Il est surtout actif dans les années 1970, et est dissous en 2009. Il traite des sujets tels que les problèmes juridiques des droits des femmes, l’AVS, la contraception et l’avortement alors que la Suisse s'apprête à voter en 1977 sur l'Initiative populaire « Solution du délai pour l'avortement ». Le groupe s'implique en outre en organisation d'une semaine de l'enfance en 1979 dans le cadre de l'année internationale de l'enfant et présente  du film La paysanne de Casamance en 1977.
Ce groupe a aussi participé à la constitution de F-Information à Genève. Cette association dont la devise est « Une femme informée en vaut deux» a depuis lors fêté ses anniversaires au Théâtre Forum Meyrin : en 1996 pour ses 15 ans,,,,,,.

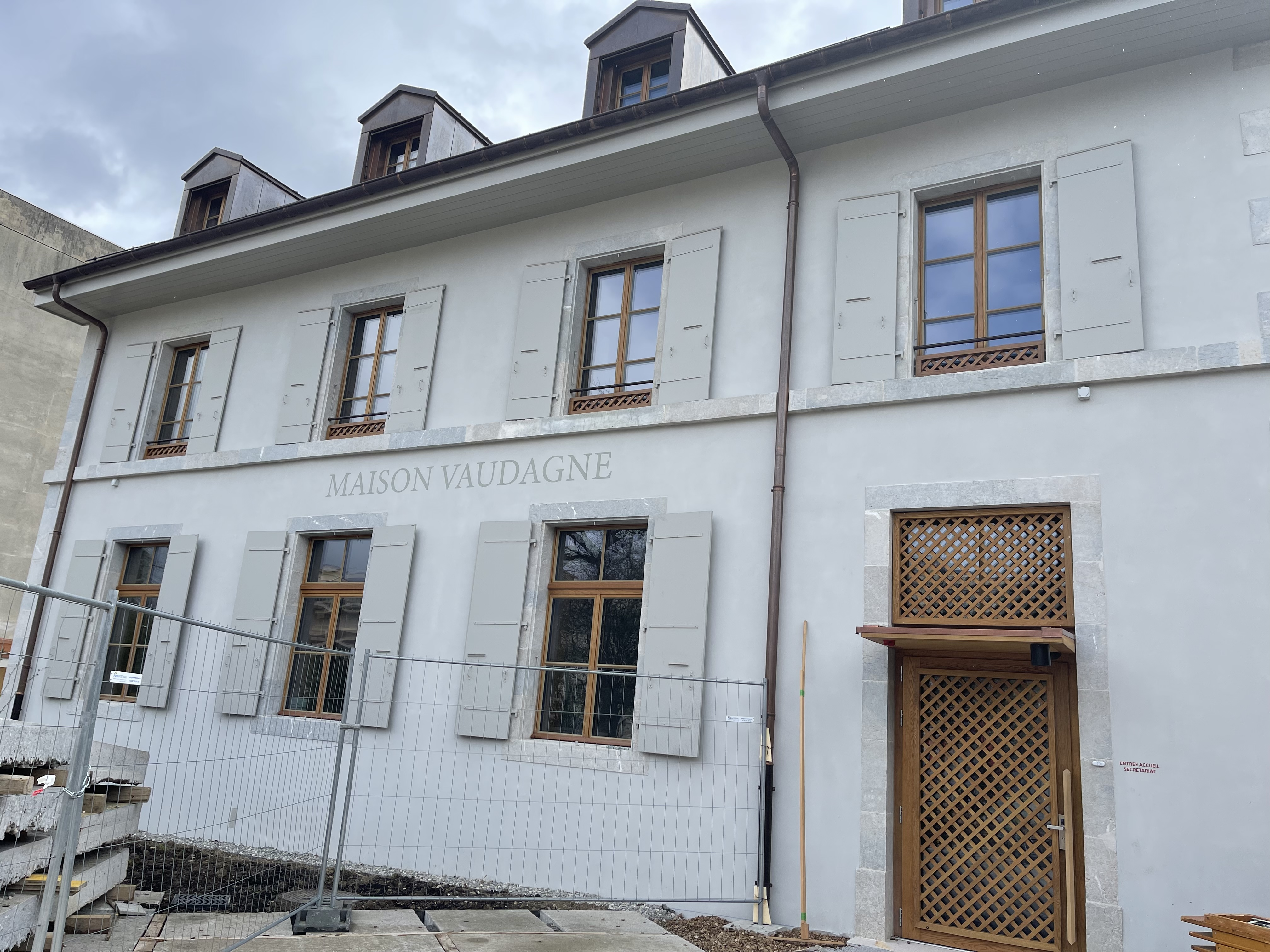
Maison Vaudagne après sa rénovation en Mars 2023. Le groupe femme Meyrin et le MLF Meyrin s'y réunissait régulièrement, et des expositions et semaines pour les femmes y ont été organisées.

La maison Vaudagne est durant toutes ces années le lieu d'organisation de conférences, d'une bibliothèque pour femmes, et d'organisation de semaines dédiées à des sujets particuliers : présentation en 1982 d'un film court «Femmes au foyer femmes au travail quel choix ?, semaine d'information en 1982 sur Femmes : Travail,.
L'appartement Anya Berger, traductrice et créatrice d'un groupe de réunion pour les femmes à Meyrin, est sélectionné dans le projet des appartements-musées qui permet de visiter un logement type des années 1960 à Meyrin. Anya Berger, très impliquée dans les mouvements sociaux et engagée comme traductrice à l'ONU, crée un groupe de lecture destiné seulement aux femmes, qui se réunit dans son appartement,.

## Politique
Le Conseil administratif est composé de trois conseillers administratifs, dont l'un exerce les fonctions de maire pendant un an. Ils se répartissent les dicastères pour la législature de cinq ans. L'exécutif de la commune, entré en fonction le 1er juin 2025, se compose de la façon suivante :
| Identité         | Étiquette | Étiquette | Fonction (Période 2025-2026) | Dicastères |
| ---------------- | --------- | --------- | ---------------------------- | --- |
| Damien Boccard   |           | Les Verts | Conseiller administratif     | Culture État civil Gérance et entretien des bâtiments Systèmes d'information Urbanisme, travaux publics et énergie    |
| Laurent Tremblet |           | Le Centre | Maire                        | Environnement Finances Ressources humaines Sports                                                                     |
| Xhevrie Osmani   |           | PS        | Conseillère administrative   | Petite enfance et familles Sécurité municipale Solidarités et cohésion sociale Déléguée pour les affaires économiques |

Le Conseil municipal est composé de 35 membres. Il est dirigé par un bureau composé d'un président, d'un vice-président et d'un secrétaire. Des commissions, dans lesquelles les partis élus au conseil municipal sont représentés par un, deux ou trois commissaires, proportionnellement à leur nombre de sièges en plénière, traitent des sujets particuliers : finances, bâtiments, affaires sociales, etc. Lors des élections municipales du 23 mars 2025, le Conseil municipal est renouvelé et représenté de la façon suivante : 
| Parti                                | Voix | Suffrages en % | +/-  | Sièges | +/- |
| ------------------------------------ | ---- | -------------- | ---- | ------ | --- |
| Parti socialiste (PS)                | 951  | 19,87 %        | 4,22 | 8 / 35 | 1   |
| Les Verts (PES)                      | 782  | 16,08 %        | 5,98 | 6 / 35 | 2   |
| Le Centre (LC) - Vert'libéraux (PVL) | 661  | 13,90 %        | 2,34 | 5 / 35 | 0   |
| Union démocratique du centre (UDC)   | 647  | 13,39 %        | 1,98 | 5 / 35 | 0   |
| Mouvement citoyens genevois (MCG)    | 631  | 13,12 %        | 3,72 | 5 / 35 | 2   |
| Parti libéral-radical (PLR)          | 483  | 10,03 %        | 2,81 | 3 / 35 | 2   |
| Libertés et Justice sociale (LJS)    | 445  | 8,89 %         | 8,89 | 3 / 35 | 3   |
| COULEURS MEYRINOISES                 | 226  | 4,72 %         | 4,72 | 0 / 35 | 0   |

### Liste des maires puis des conseillers administratifs
Entre 1815 et 1963, la commune de Meyrin n'avait pas de conseil administratif mais seulement des maires et des adjoints élus par la population[réf. souhaitée].
| Période       | Période     | Identité                | Étiquette | Étiquette | Qualité |
| ------------- | ----------- | ----------------------- | --------- | --------- | --- |
| 1815          | 1824        | Louis-Valentin Gilbert  |           |           | |
| 1824          | 1832        | Jean-Daniel Maillard    |           |           | Conseiller d'État du canton de Genève de 1842 à 1846 |
| 1832          | 1842        | Jean-Antoine Fazy       |           |           | |
| 1842          | 1845        | Jacques-Aimé Lombard    |           |           | |
| 1845          | 1846        | Jean Dumont             |           |           | |
| 1846          | 1858        | Salomon Penay           |           | PRD       | -Conseiller d'État du canton de Genève de 1863 à 1865 -Député au Grand Conseil du canton de Genève de 1847 à 1848 puis de 1858 à 1863                                     |
| 1858          | 1860        | Alphonse Dubois         |           |           | |
| 1860          | 1863        | Salomon Penay           |           | PRD       | -Conseiller d'État du canton de Genève de 1863 à 1865 -Député au Grand Conseil du canton de Genève de 1847 à 1848 puis de 1858 à 1863                                     |
| 1864          | 1866        | Moï-Albert Marcinhes    |           |           | |
| 1866          | 1874        | Auguste-François Dubois |           |           | |
| 1874          | 1884        | Alphonse Caillat        |           |           | Député au Grand Conseil du canton de Genève de 1879 à 1880 |
| 1885          | 31 mai 1898 | Alphonse Large          |           |           | |
| 1er juin 1898 | 31 mai 1902 | François Besson         |           | PRD       | -Conseiller national de 1908 à 1910 -Conseiller d'État du canton de Genève de 1902 à 1909 -Député au Grand Conseil du canton de Genève de 1892 à 1898 puis de 1901 à 1902 |
| 1er juin 1902 | 1904        | Paul Penay              |           | PRD       | Député au Grand Conseil du canton de Genève en 1888, de 1891 à 1892, en 1894 et de 1898 à 1900                                                                            |
| 1905          | 31 mai 1918 | Léon Guerchet           |           | PLS       | Député au Grand Conseil du canton de Genève de 1898 à 1900 |
| 1er juin 1918 | 31 mai 1922 | Jacques Bourquin        |           | PRD       | Député au Grand Conseil du canton de Genève de 1913 à 1922 |
| 1er juin 1922 | 31 mai 1939 | Edmond Rochat           |           | D         | Député au Grand Conseil du canton de Genève de 1923 à 1936 |
| 1er juin 1939 | 1940        | Adrien Stoessel         |           |           | |
| 1941          | 31 mai 1963 | Édouard Stettler        |           |           | Député au Grand Conseil du canton de Genève de 1948 à 1951 puis de 1954 à 1961                                                                                            |

Dès 1963, la commune se dote d'un conseil administratif constitué de trois membres.
| Période          | Période          | Identité                | Étiquette | Étiquette                         | Qualité |
| ---------------- | ---------------- | ----------------------- | --------- | --------------------------------- | --- |
| 1er juin 1963    | 31 mai 1971      | Virginio Malnati        |           | PDC                               | -Maire 1963-1964, en 1966-1967 et 1969-1970 -Député au Grand Conseil du canton de Genève de 1957 à 1963                                                                                                |
| 1er juin 1963    | 1974             | André de Garrini        |           | PLS                               | Maire en 1964-1965, 1968-1969 et 1971-1972 |
| 1er juin 1963    | 1974             | Frédéric Herzig         |           | PRD                               | -Maire en 1965-1966, 1967-1968, 1970-1971, et 1973-1974 -Député au Grand Conseil du canton de Genève de 1965 à 1973                                                                                    |
| 1er juin 1971    | 1974             | Roger Brunet            |           | Sans                              | Maire en 1972-1973 |
| 1974             | 31 mai 1987      | Claude Blanc            |           | PDC                               | -Maire en 1974-1975, 1977-1978, 1980-1981, 1983-1984 et 1986-1987 -Député au Grand Conseil du canton de Genève de 1985 à 2004                                                                          |
| 1974             | 1er octobre 1990 | Frédéric Riesen         |           | PRD                               | -Décède en fonction -Maire en 1975-1976, 1978-1979, 1981-1982, 1984-1985 et 1988-1989 -Député au Grand Conseil du canton de Genève de 1973 à 1981                                                      |
| 1974             | 31 mai 1991      | Pierre Pachoud          |           | PS                                | -Maire en 1976-1977, 1979-1980, 1982-1983, 1985-1986, 1987-1988 et 1990-1991 -Député au Grand Conseil du canton de Genève de 1979 à 1981                                                               |
| 1er juin 1987    | 31 mai 1999      | Roger Portier           |           | PDC                               | Maire en 1989-1990, 1992-1993 et 1997-1998 |
| 19 décembre 1990 | 31 mai 2003      | Madeleine Bernasconi    |           | PRD                               | -Remplace Frédéric Riesen, décédé -Maire en 1991-1992, 1994-1995, 1996-1997, 1999-2000 et 2002-2003 -Conseillère nationale de 1999 à 2003 -Députée au Grand Conseil du canton de Genève de 1997 à 1999 |
| 1er juin 1991    | 1997             | Bernard Gmür            |           | PS                                | Maire en 1993-1994 et 1995-1996 |
| 1998             | 31 mai 2003      | Gilbert Meillaz         |           | PS                                | Maire en 1998-1999 et 2001-2002 |
| 1er juin 1999    | 31 mai 2007      | Jean-Claude Ducrot      |           | PDC                               | -Maire en 2000-2001, 2003-2004 et 2006-2007 -Député au Grand Conseil du canton de Genève de 2006 à 2009                                                                                                |
| 1er juin 2003    | 31 mai 2011      | Roland Sansonnens       |           | PLR                               | Maire en 2004-2005 et 2009-2010 |
| 1er juin 2003    | 31 mai 2015      | Monique Boget           |           | PS                                | Maire en 2005-2006, 2007-2008, 2010-2011, 2011-2012 et 2014-2015 |
| 1er juin 2007    | 31 mai 2020      | Jean-Marc Devaud        |           | PDC                               | Maire en 2008-2009, 2013-2014 et 2017-2018 |
| 1er juin 2011    | 31 mai 2020      | Pierre-Alain Tschudi    |           | Les Verts                         | Maire en 2012-2013, 2015-2016 et 2018-2019 |
| 1er juin 2015    | 31 mai 2025      | Nathalie Leuenberger    |           | Hors-parti (PS jusqu'au 31.07.24) | Maire en 2016-2017, 2019-2020, 2020-2021 et 2023-2024 |
| 1er juin 2020    | 31 mai 2025      | Éric Cornuz             |           | Les Verts                         | Maire en 2021-2022 et en 2024-2025 |
| 1er juin 2020    | en cours         | Laurent Tremblet        |           | PDC puis Le Centre                | Maire en 2022-2023 et depuis le 1er juin 2025 |
| 1er juin 2025    | en cours         | Xhevrie Osmani          |           | PS                                | |
| 1er juin 2025    | en cours         | Damien Baptiste Boccard |           | Les Vert-e-s                      | |

### Femmes politiques meyrinoises

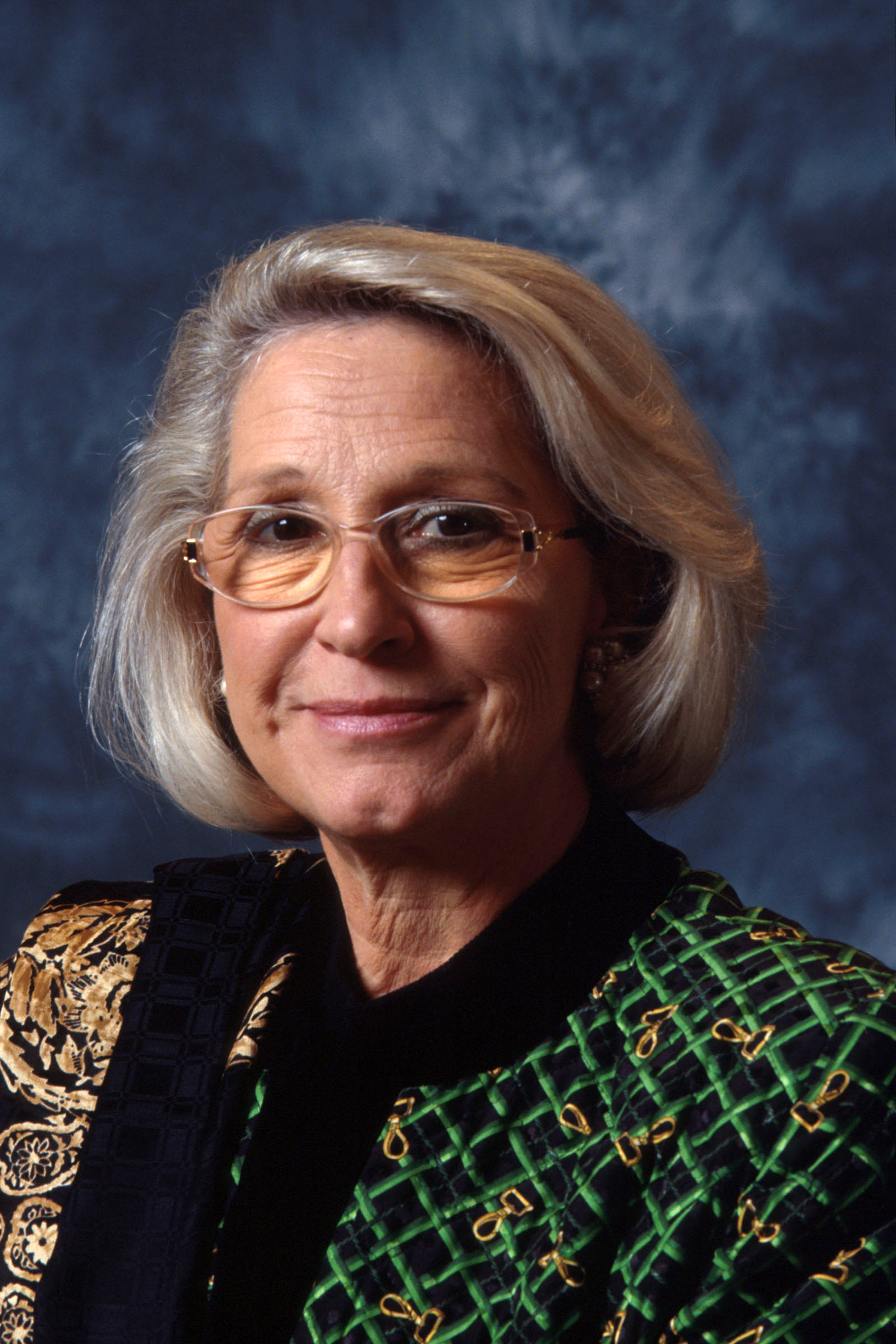
Madeleine Bernasconi, première femme maire de Meyrin.

En 1929, le député au Grand Conseil Charles Burklin fait une conférence sur le suffrage des femmes à Meyrin.
Emma Kammacher, née en 1904 à Meyrin, dans la  ferme de Feuillasse, s'engage en faveur du droit de vote des femmes suisses. En 1960, le droit de vote pour les femmes est obtenu à Genève et elle rejoint le Parti socialiste. En 1961, elle compte parmi les neuf femmes élues au Grand Conseil et devient en 1965 la première femmes en Suisse à être présidente d'un législatif cantonal,.
Jocelyne Haller, membre d'Ensemble à gauche, ancienne membre de la constituante genevoise et députée au Grand Conseil de son canton, est élue conseillère nationale aux élections fédérales de 2019 mais renonce à siéger. Elle habite Meyrin.

#### Renée Pellet, première femme élue à un exécutif en Suisse
Les femmes obtiennent le droit de vote à Genève le 6 mars 1960. En octobre 1962, la commune de Meyrin organise des élections complémentaires pour remplacer un adjoint au maire démissionnaire. Renée Pellet est présentée par le Mouvement féminin de Meyrin. Deux autres candidats, Virginio Malnati et André de Garrini, tous deux élus municipaux, sont en lice. Élue, Renée Pellet devient la première femme à siéger au sein d'un exécutif en Suisse.
Renée Pellet siège aux côtés du maire Édouard Stettler et du deuxième adjoint, M. Peney. Elle remplace le maire qui a cessé son activité pour des raisons de santé jusqu’à début septembre 1962. Son mandat se termine en mai 1963, année où Meyrin passe au système de conseil administratif composé de trois membres. Renée Pellet n’est pas réélue à l'exécutif. Elle accède au conseil municipal, qu'elle préside en 1968 devenant la première femme à cette fonction dans l'histoire de la commune.
Un chemin de Meyrin porte le nom de Renée Pellet en sa mémoire.

#### Conseillères nationales
Madeleine Bernasconi du PRD devient membre de l'exécutif de Meyrin, et première femme à accéder à la fonction de maire dans la commune. En 1992, elle prend la présidence du parti cantonal. De 1997 à 1999, elle est membre du Grand Conseil. Aux élections de 1999, elle est élue au Conseil national.
Fabienne Bugnon, originaire de Meyrin est membre des Verts. Elle est membre du Grand Conseil du canton de Genève de janvier 1989 à 2001et du Conseil national de 1994 à 1995,.

#### Maires
La socialiste Monique Boget, enseignante, exerce la fonction de conseillère administrative de 2003 à 2015. Elle est cinq fois maire de Meyrin. Elle décède en février 2023.

## Population et société

### Démographie

#### Évolution de la population
La commune compte 26 882 habitants au 31 décembre 2023 pour une densité de population de 2 704 hab/km2. Sur la période 2010-2023, sa population a augmenté de 25,0 % (canton : 14,6 % ; Suisse : 9,4 %).  
À fin 2018, Meyrin est la commune de plus de 10 000 habitants dont la population croît le plus en Suisse avec une hausse de 4,6 % pour arriver à 25 219 habitants.

#### Pyramide des âges
En 2023, le taux de personnes de moins de 30 ans s'élève à 36,4 %, au-dessus de la valeur cantonale (33,7 %). Le taux de personnes de plus de 60 ans est quant à lui de 21,1 %, alors qu'il est de 22,2 % au niveau cantonal.
La même année, la commune compte 13 365 hommes pour 13 517 femmes, soit un taux de 49,7 % d'hommes, supérieur à celui du canton (48,3 %).
| Hommes | Classe d’âge | Femmes |
| ------ | ------------ | ------ |
| 0,5    | 90 ans ou +  | 1,2    |
| 6,6    | 75 à 89 ans  | 9,1    |
| 11,9   | 60 à 74 ans  | 12,9   |
| 20,3   | 45 à 59 ans  | 19,6   |
| 22,9   | 30 à 44 ans  | 22,2   |
| 19,2   | 15 à 29 ans  | 17,9   |
| 18,6   | - de 14 ans  | 17,1   |

| Hommes | Classe d’âge | Femmes |
| ------ | ------------ | ------ |
| 0,7    | 90 ans ou +  | 1,5    |
| 6,5    | 75 à 89 ans  | 8,8    |
| 13,0   | 60 à 74 ans  | 13,8   |
| 21,7   | 45 à 59 ans  | 21,5   |
| 22,9   | 30 à 44 ans  | 22,4   |
| 18,6   | 15 à 29 ans  | 17,2   |
| 16,7   | - de 14 ans  | 14,8   |

### Éducation

#### Écoles publiques
Meyrin compte neuf écoles enfantines et primaires : l'école De-Livron (rue de Livron 2) ; l'école de Bellavista (avenue de Vaudagne 39) ; l'école de Meyrin-Monthoux (rue Virginio-Malnati 44) ; l'école de Meyrin-Village (avenue de Vaudagne 6) ; l'école de la Golette (Rue de la Golette 20)  ; l'école de Cointrin (Chemin du Ruisseau 39, 1216 Cointrin) ; l'école des Boudines (rue des Boudines 10) ; l'école des Champs-Fréchets (rue des Lattes 71) ; l'école des Vergers (rue des Arpenteurs 9).
La commune a également une école secondaire, le cycle d'orientation de la Golette (rue de la Golette 17)

#### Écoles privées
La commune compte trois écoles privées : l'École suédoise internationale de Genève (Swedish International School of Geneva, SISOG) (esplanade des Récréations 8) ; l'école Montessori La Maison des enfants (rue des Coopératives 7) ; la Voie Lactée (rue des Arpenteurs 7).

### Sports

#### Infrastructures

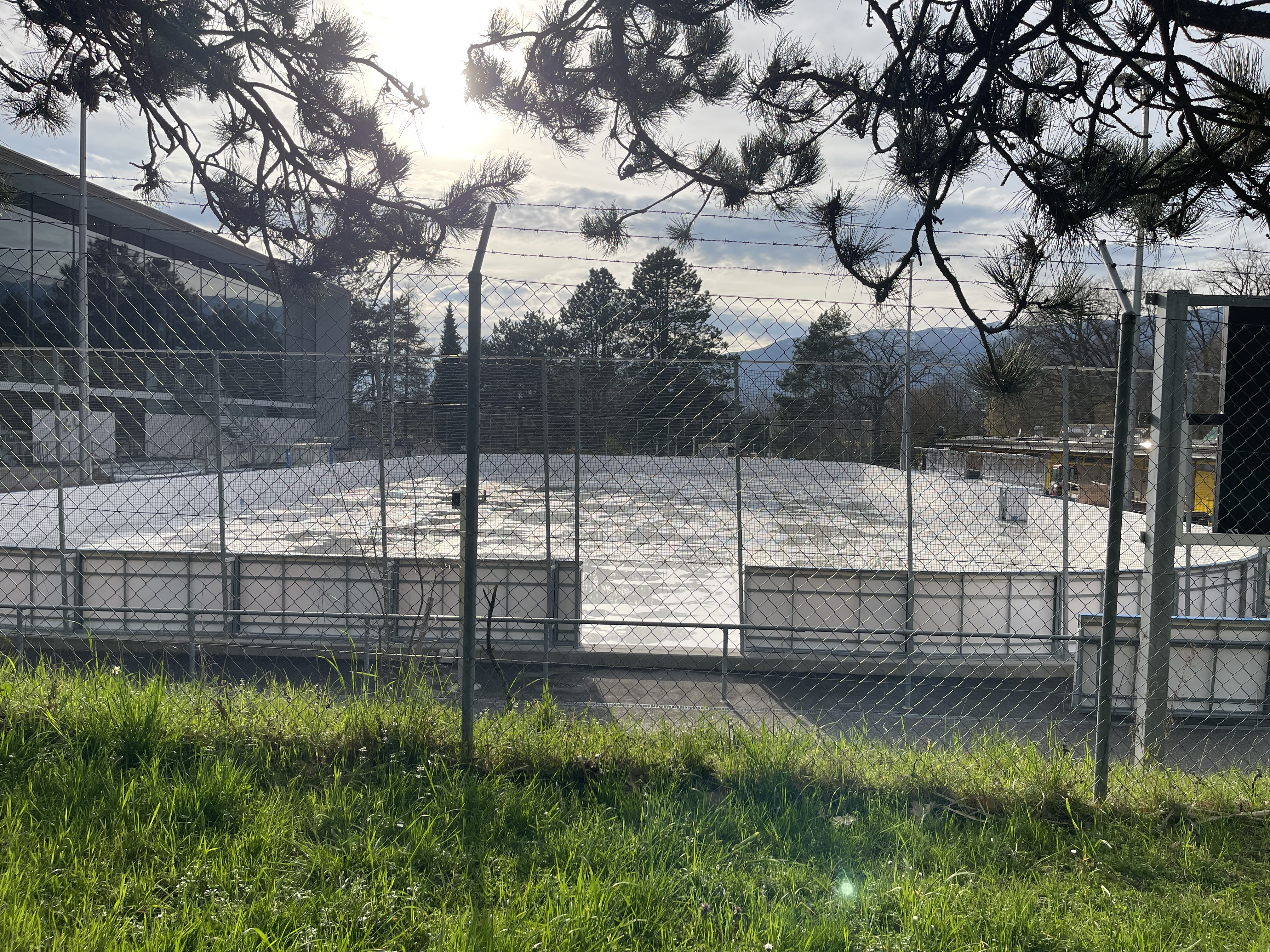
Patinoire des Vergers.

Meyrin possède plusieurs installations sportives :
- le boulodrome des Arbères ;
- centre sportif de Cointrin (dojo, natation, squash, tennis) ;
- complexe sportif de Maisonnex (natation, squash, tennis) ;
- centre sportif des Vergers (football, rugby à XV) ;
- manège de Meyrin (hippisme)[80] ;
- minigolf (Maisonnex), 18 pistes ;
- patinoire des Vergers (hockey sur glace, patinage) ;
- piscine de Livron (natation), piscine couverte avec bassin de 25 m ;
- piscine des Vergers (natation), piscine extérieure avec bassin de 50 m ;
- stade d'athlétisme des Champs-Fréchets, anneau de 300 m[81] ;
- salle d'entraînement du Meyrin CTT (rue de Livron 2), salle principale du Meyrin CTT
- stade de Vaudagne (avenue de Vaudagne 24), stade secondaire du Meyrin FC ;
- stade des Arbères (avenue Louis-Rendu 11), stade principal du Meyrin FC.

#### Événements
- Foulées automnales de Meyrin (novembre), course à pied populaire à travers la commune, plusieurs distances[82].

#### Clubs de sports
- Meyrin FC (football)
- Meyrin CTT (tennis de table)[83]
- FSG Meyrin (gymnastique et athlétisme)[84]
- Les Aigles de Meyrin (club de basket handisport)

### Sécurité publique
La sécurité publique regroupe les agents de police municipale (APM), le service du feu et la protection civile (PC).
Les APM ont pour mission d'assurer la sécurité et l’ordre public, de développer une présence préventive par un travail de proximité auprès de la population et d'accueillir, renseigner et informer le public. Le contrôle du stationnement et les patrouilleuses scolaires sont également rattachés à ce service.
Le service du feu a pour mission d'intervenir sur les sinistres couvrant l'ensemble du territoire communal, voire à l'extérieur de celui-ci, selon les besoins ou les demandes. Ce service travaille en partenariat avec le Service d'Incendie et de Secours (SIS) de la Ville de Genève, les autres corps de pompiers communaux, mais également avec le Service Sécurité Aéroport (SSA) et les pompiers professionnels du Conseil européen pour la recherche nucléaire (CERN) et de la Sécurité Civile de Genève (SCG), organe de contrôle du canton. Le Service du feu de Meyrin est constitué d'une cinquantaine de sapeurs-pompiers, tous volontaires, se basant sur un principe de milice. Les pompiers donnent de leur temps pour assurer, 24h/24h, 365 jours par an, une permanence de piquet, pouvant intervenir au secours de la population meyrinoise.
La PC de Meyrin-Mandement est en cas de catastrophe ou en situation d’urgence chargé de mettre à disposition l’infrastructure de protection et les moyens permettant de transmettre l’alarme à la population, d’encadrer les sans-abri et les personnes en quête de protection, de réaliser des travaux de remises en état, d’effectuer des engagements en faveur de la collectivité, d’appuyer les autres organisations partenaires et d’assurer la protection des biens culturels.

## Économie
Jusqu'au XXe siècle, Meyrin repose sur une économie essentiellement agricole, avec des foires. La commune développe le secteur de l'horlogerie dès le XVIIIe. Son essor économique est impulsé par le développement des réseaux ferroviaires, d'abord avec la mise en place de la ligne Paris-Lyon-Méditerranée dès 1858. En 1920, la commune dispose à Cointrin d'un aérodrome qui devient l'aéroport international de Genève.

La commune est choisie comme emplacement pour l'Organisation européenne pour la recherche nucléaire (CERN), qui s'y installe en 1954. L'afflux de personnel et d'ouvriers sur les chantiers du CERN entraîne des besoins de logements, et la commune fait construire entre 1960 et 1963 la première cité satellite de Suisse par l'architecte Georges Addor. L'accroissement de population entraîne aussi un développement des infrastructures sportives et culturelles.

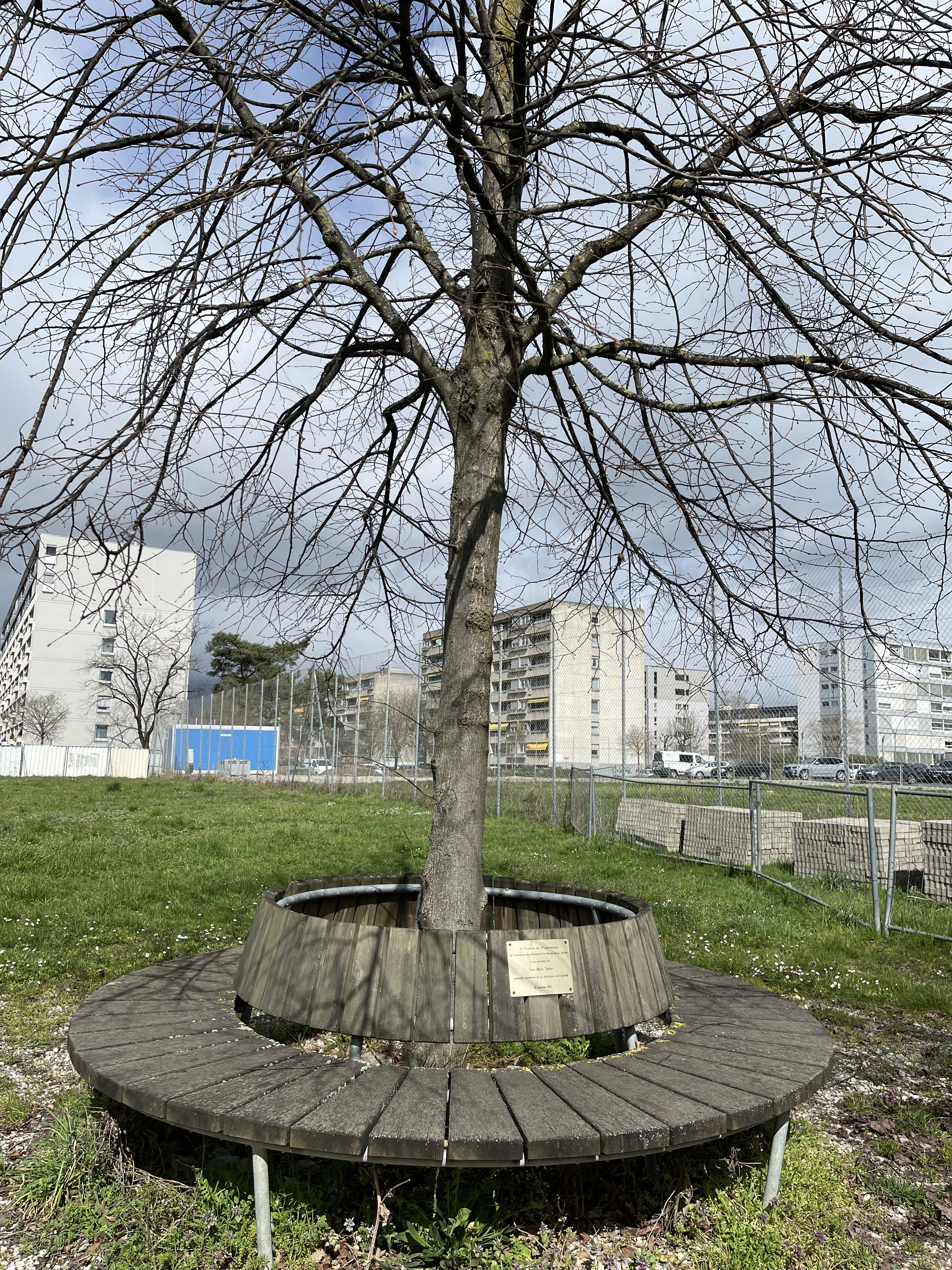
Plaque hommage pour Jean Mary Taylor, secrétaire de l'AHVM.

En 1989, un informaticien britannique du CERN, Tim Berners-Lee, rend publique une application permettant de partager des informations entre chercheurs : le Web. La commune accueille le Meyrin Economic Forum (MEF) qui est un forum économique régional de l'arc lémanique. Il rassemble plus des organismes partenaires publics, institutionnels et privés.
- Bacardí
- Brasserie de la Pièce[90]

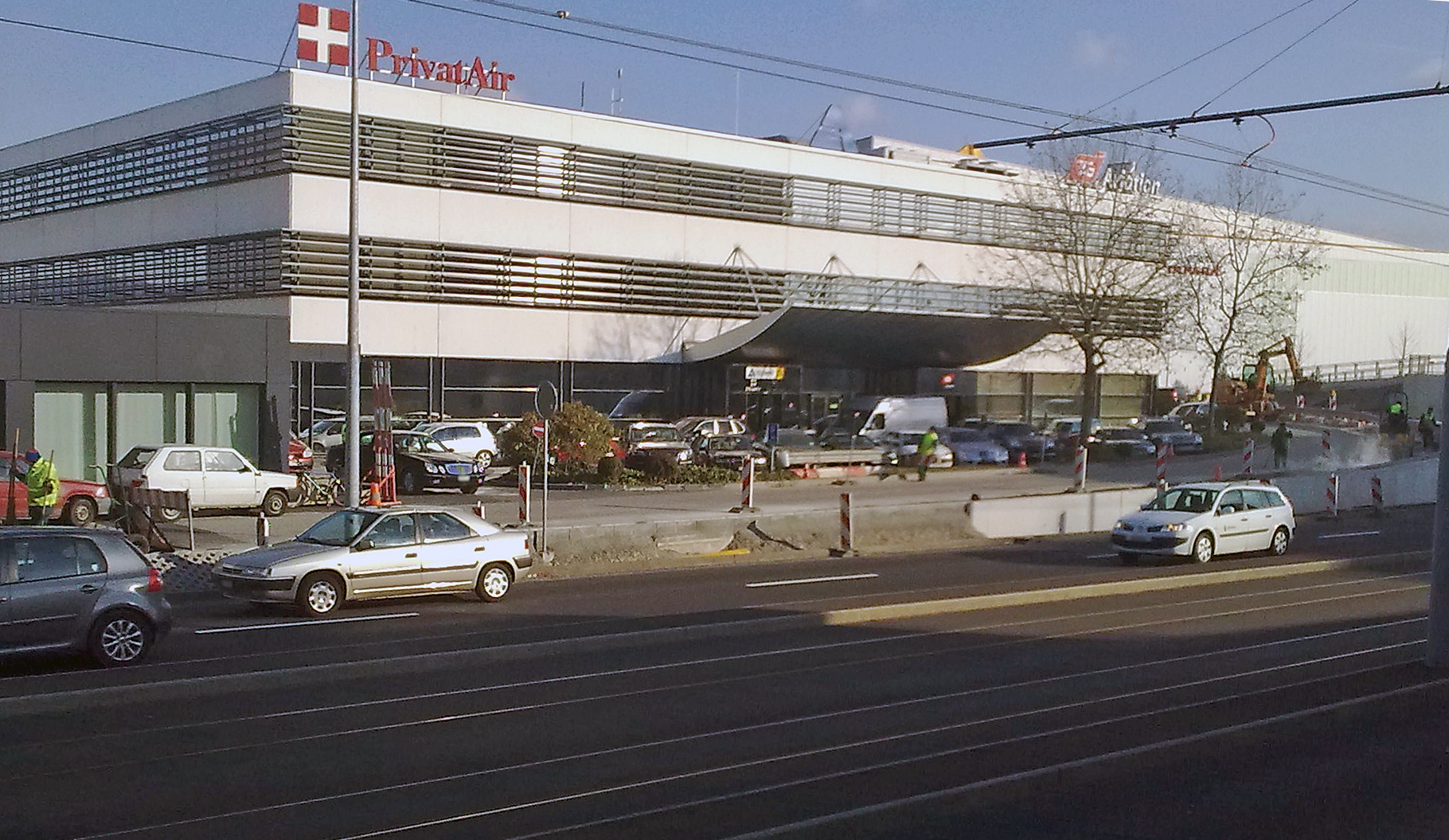
Le siège de PrivatAir.

- Centre européen de recherche nucléaire (CERN) (voir POCC)
- Chopard
- Covance
- Dukascopy Bank SA (en)
- Hewlett-Packard (siège européen)
- Hôpital de La Tour (avenue Jacob-Daniel Maillard 3), établissement hospitalier privé.
- Louis Vuitton
- PrivatAir
- Roger Dubuis
- Silivri SA (produits laitiers)[91]
- Skyguide

## Culture et patrimoine

### Héraldique
| Blason | Blasonnement : Parti de sinople, à l'épée haute d'or, accostée de deux croissants adossés d'argent, et de gueules à la bande d'argent, accompagnée de deux cotices du même. |

### Bâtiments culturels

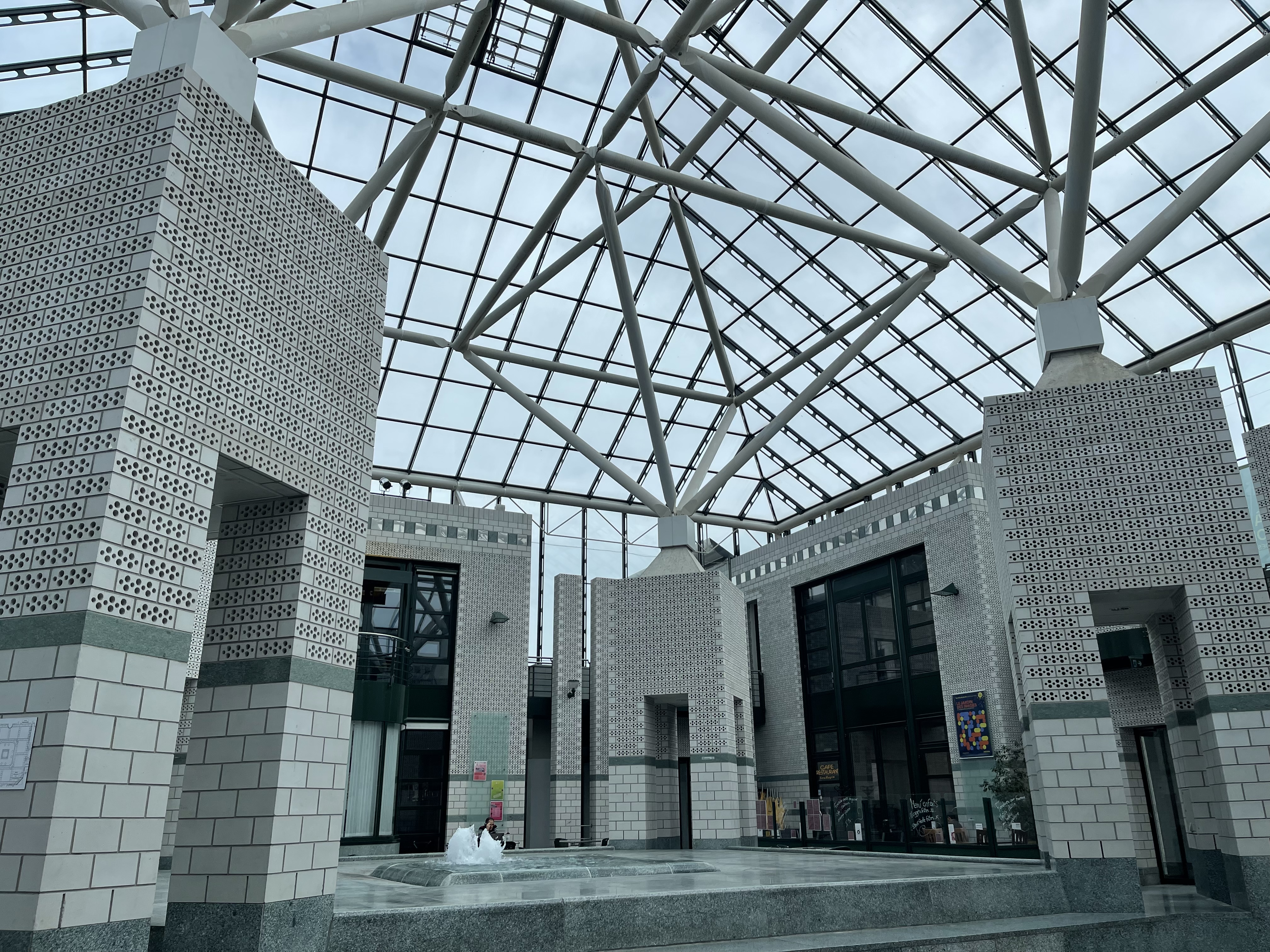
Forum Meyrin en 2022.

- Le Cairn[93] (chemin du Jardin Alpin 7).
- Théâtre Forum Meyrin (TFM)[94] (place des Cinq-Continents 1) regroupant la salle de spectacles et salle des fêtes communales ainsi que la bibliothèque municipale.
- Vivarium de Meyrin[95] (rue du Cardinal-Journet 32A).

### Cimetières
La commune de Meyrin compte deux cimetières : le cimetière de Feuillasse et le cimetière de Meyrin-Village (avenue de Vaudagne 12).

### Espaces verts
Ci-après les espaces verts de la commune :
- bois du Lan ;
- bois de la Citadelle ;
- Jardin botanique alpin. En 2018, ce jardin obtient une mention de la part de la Distinction Romande d'Architecture[98]. En 2019, la commune de Meyrin reçoit le Prix Schulthess des jardins pour sa remise en valeur[99] ;
- Jardin des disparus ;
- lac des Vernes ;
- marais des Fontaines ;
- parc de Riantbosson ;
- sentier didactique du marais des Crêts ;

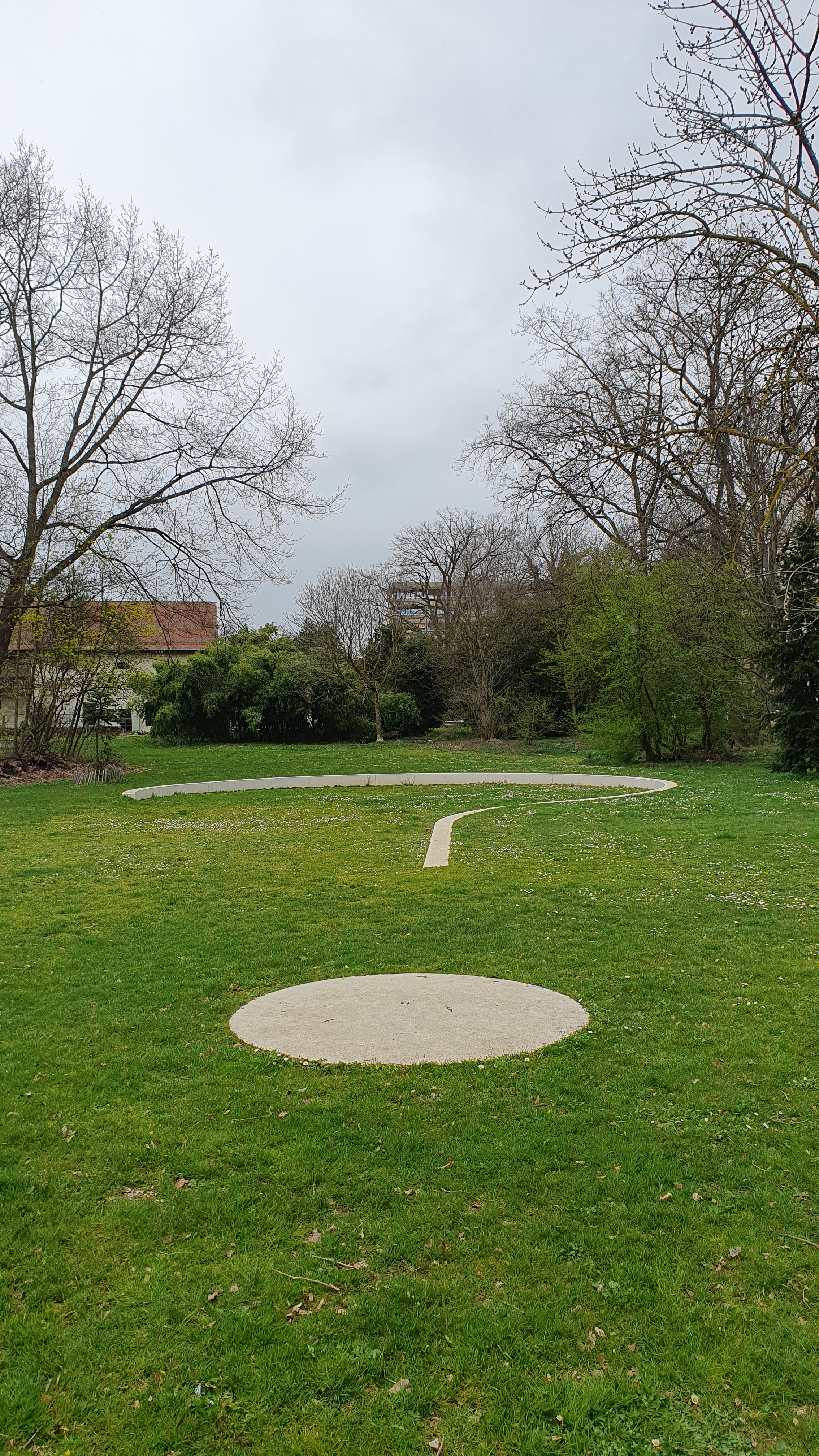
Point d'interrogation au jardin des disparus (œuvre d'Anne Blanchet).

- Point d'interrogation au jardin des disparus (œuvre d'Anne Blanchet).terrain Jakob.

### Lieux de mémoire
Depuis 2019, Meyrin accueille le Jardin des Disparus, un lieu de mémoire dédié aux personnes victimes de disparitions forcées dans le monde. Il est situé au cœur de la Ferme de la Golette. Ce jardin a été initié par Teresa Meschiati, militante des droits humains, en collaboration avec la commune de Meyrin. Il rend hommage aux disparus de différentes régions et symbolise un engagement en faveur de la vérité, de la justice et de la mémoire collective. Le lieu accueille régulièrement des cérémonies, des témoignages et des activités pédagogiques avec les écoles locales.

### Personnalités liées à la commune

#### Culture

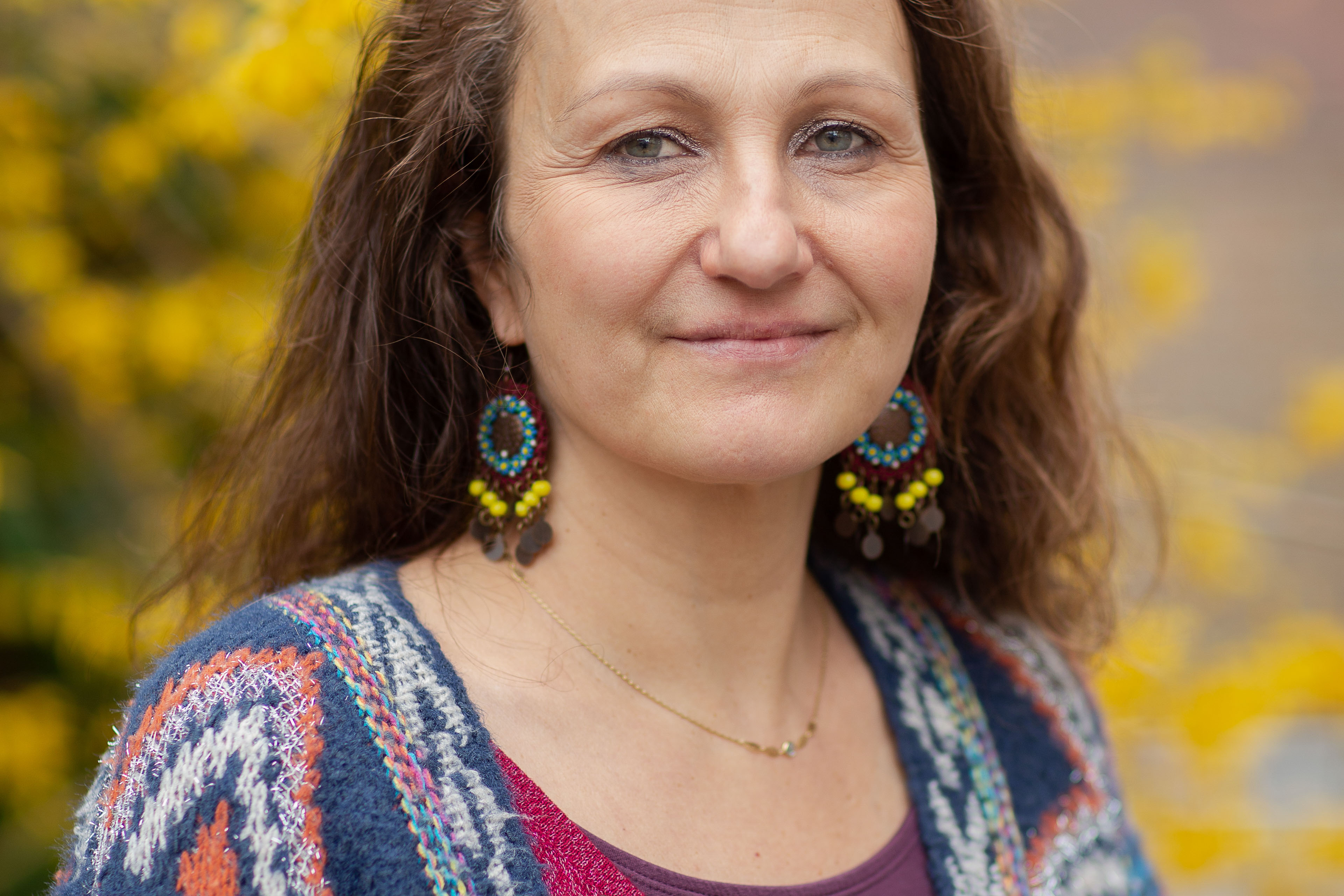
Valentine Sergo au festival des Zébrures à Limoges.

- David Cuñado, comédien et animateur TV suisse, grandit à Meyrin.
- Isabelle Eberhardt, écrivaine voyageuse.
- Henry-Claudius Forestier, affichiste, mort à Meyrin.
- Alisa Host : écrivaine voyageuse, née à Meyrin[101].
- Valentine Sergo,née en 1969, dramaturge, metteuse en scène et comédienne suisse.  Elle initie en 2008 une série de collaborations artistiques et de projets de médiation culturelle avec la commune de Meyrin[102].

#### Politique
- François Besson, personnalité politique.
- Madeleine Bernasconi, personnalité politique.
- Fabienne Bugnon, personnalité politique.
- Michel Chevrolet : journaliste et homme politique, ayant notamment présidé le Parlement des jeunes de la commune à l'âge de 16 ans et ayant été membre du Conseil municipal de la commune à l'âge de 22 ans[103].
- Antonio Hodgers, personnalité politique.
- Mwambutsa IV, roi du Burundi, inhumé à Meyrin.
- Renée Pellet, première femme politique à accéder à un exécutif en Suisse, en tant qu'adjointe au maire de Meyrin.

#### Sport
- Cédric Bonga : joueur de basket-ball international congolais, ayant joué pour le club local du Meyrin Basket.
- Clint Capela : joueur de basket-ball, actuellement au Houston Rockets en NBA, ayant joué pour le club local du Meyrin Basket.
- François Moubandje : joueur de football du Dinamo Zagreb en Croatie ayant joué pour le club de Meyrin FC.
- Philippe Senderos: joueur de football, passé notamment par Arsenal, Aston Villa ou Valence qui est maintenant à la retraite, né à Meyrin.
- Florian Steinmann : joueur de basket-ball, actuellement au Vevey Riviera Lakers en Première division suisse (LNA), né à Meyrin.

#### Autres
- Georges Addor (architecte), construction de la cité satellite.
- Arthur Dunkel, haut fonctionnaire et économiste, mort à Meyrin.
- Madeleine Lamouille, femme de chambre, morte à Meyrin.
- Nicolas de Roumanie, artistocrate, né à Meyrin.
- Louis Rendu, évêque d'Annecy, né à Meyrin